# جف کوستوف
جف کوستوف (به انگلیسی: Jeff Kostoff) (زادهٔ ۱۹ اوت ۱۹۶۵) شناگر اهل ایالات متحده آمریکا است.